# منتخب الأوروغواي تحت 17 سنة لكرة القدم
منتخب الأوروغواي تحت 17 سنة لكرة القدم (بالإسبانية: Selección de fútbol sub-17 de Uruguay)‏ هو ممثل الأوروغواي الرسمي في المنافسات الدولية في كرة القدم في فئة كرة قدم تحت 17 سنة للرجال، يديريه اتحاد أوروغواي لكرة القدم.